# Kloster Dießen

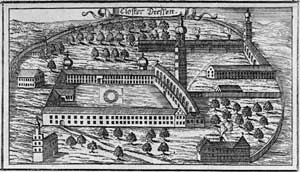
Stich des Klosters aus dem Churbaierischen Atlas des Anton Wilhelm Ertl 1687

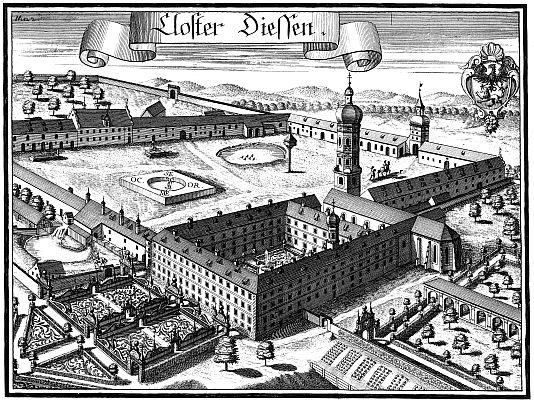
Stich des Klosters von Michael Wening (1701–26)

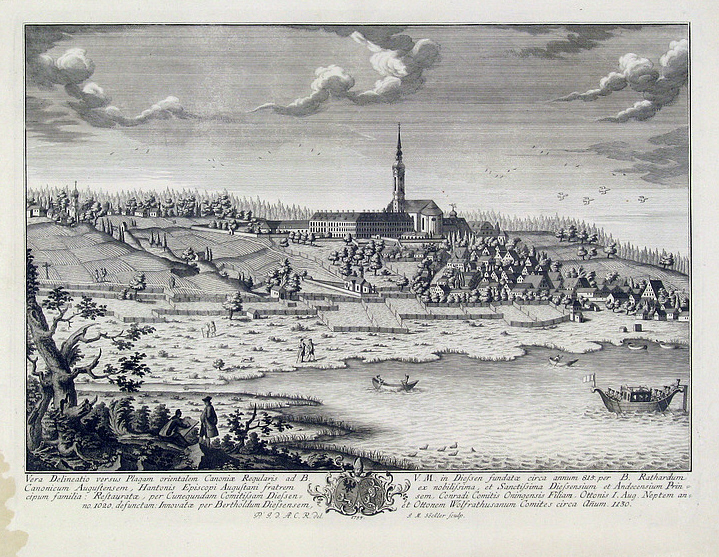
Stich des Ortes und Klosters um 1755

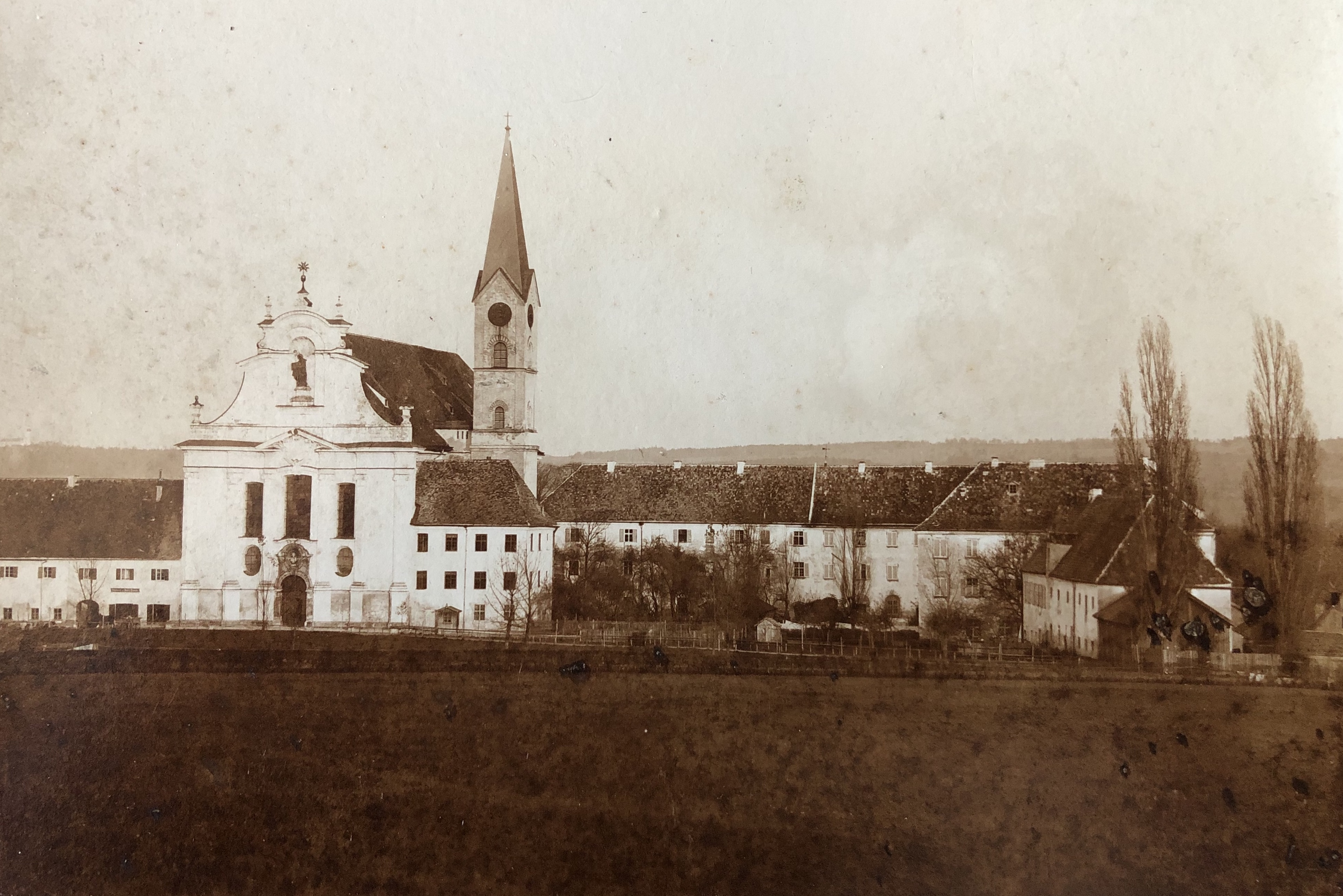
Kloster Dießen 1940 mit dem alten Turm von 1848

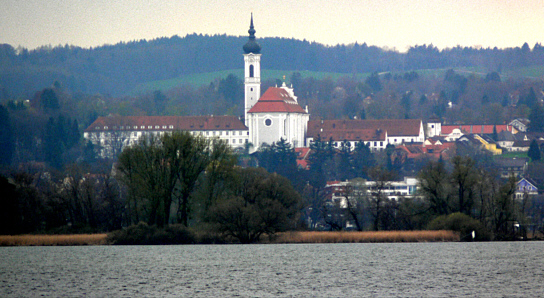
Kloster und Marienmünster Dießen vom Ammersee aus

Das Kloster Dießen ist ein ehemaliges Augustiner-Chorherren-Stift in Dießen am Ammersee in Bayern in der Diözese Augsburg. An anderer Stelle der Gemeinde besteht heute das Priorat der Diözesankongregation der Benediktinerinnen von St. Alban.

## Geschichte

### Erste Klostergründung
Das Kloster Dießen könnte eine weitere Gründung der Huosi gewesen sein. Wann es genau gegründet wurde, ist unbekannt. Man kann vermuten, dass es bereits um 740/760 stand und mit Nonnen besetzt war. Die erste Beurkundung stammt aus dem Jahre 810/815, als ein Ratpotto eine Schenkung machte. Der Name des Schenkers lässt einen frühen Vertreter der späteren Grafen von Andechs vermuten. Allerdings gab es um 810 eine Neugründung durch einen Rathard, von dem Wolf annahm, dass er ein Bruder von Bischof Hanto  von Augsburg war. Rathard könnte dem Namen nach auch ein Mitglied der späteren Grafen von Andechs gewesen sein. Von ihm wird gesagt, dass er um 820/830 den Grundstein für eine St.-Georgen-Kirche „… ecclesia sancti Georgis …“ legte und ein Priesterhaus anbauen ließ. Für die Zeit zwischen 740 und 810/20 gibt es keine weiteren Hinweise über das Kloster. Auf eine Gründung durch die Huosi kann man schließen, da der erste größere Grundbesitz des Klosters um Raisting, einem Kernland der Huosi, lag. Dem ersten Kloster war nur ein kurzes Dasein beschieden, denn gegen 955 wurde es durch die marodierenden Horden der Ungarn vernichtet, die Nonnen wurden vergewaltigt und ermordet und das Kloster in Brand gesteckt.

### Zweite Klostergründung

#### Mittelalter
Die Gründung des Augustinerchorherrenstifts St. Maria erfolgte etwa 1114 durch die Grafen Otto und Berthold II. von Dießen. Als erster Propst wurde Chorherr Hartwig vom Augustinerchorherrenstift Rottenbuch berufen. Um 1123 wurde das Kloster von St. Georgen nach St. Stephan an die Stelle des heutigen Klosters verlegt. Bereits 1132 nahm der Heilige Stuhl das Doppelkloster unter seinen apostolischen Schutz und bestätigte sämtliche Besitzungen des Klosters.
Das Unserer Lieben Frau geweihte Kloster wurde zwar ursprünglich als Doppelkloster gegründet, d. h. es war auch ein Frauenkloster angegliedert, das jedoch bereits im 14. Jahrhundert erlosch.
Im Jahr 1158 vermachten die Grafen von Dießen dem Kloster ihren gesamten Besitz in und um Dießen mit allen Leibeigenen, Fischrechten und Wäldern. Auch die Burg der Grafen auf dem heutigen Burgberg ging an das Kloster, jedoch mit der Auflage die Anlage schleifen zu lassen. Um 1170 stiftet Graf Dietrich von Wasserburg dem Stift seinen Hof zu Rieden. Das Kloster erwarb damit einen geschlossenen Besitz, der die Grundlage der späteren Klosterhofmark bilden sollte.
Der freie Markt Dießen kam 1302 zwar im Zuge der Mathildischen Schenkung auch an das Kloster, gewann jedoch bereits durch Herzog Ludwig dem Bayern 1326 sämtliche Rechte zurück. So entstanden in Dießen selbst zwei klar voneinander getrennte Rechtsbereiche, von denen heute noch der abrupte Übergang von der bannmärktlichen Herrenstraße zur klösterlichen Hofmark zeugt. Das Kloster verlor zwar die Gerichtsbarkeit über den Markt, jedoch waren 80 Anwesen vor allem im oberen Markt dem Kloster nach wie vor grundbar. Zwischen dem Markt und dem Kloster sollte es jedoch über mehrere Jahrhunderte Rechtsstreitigkeiten, die oft Schlichtung von Außerhalb zur Folge hatten, geben.
Im Jahr 1330 verlieh Kaiser Ludwig der Bayer dem Kloster die niedere Gerichtsbarkeit, im Falle von Dießen ist dies nur als Bestätigung alter Rechte anzusehen.

#### Klosterhofmark
Zur geschlossenen Klosterhofmark des Augustiner-Chorherrenstifts selbst gehörten Lachen, Romenthal, Bierdorf, Engenried, St. Alban, Riederau, Rieden, St. Georgen, Wengen und Bischofsried. Ab 1696 kamen Pitzeshofen, Unterbeuern, Steinebach und Holzhausen am Ammersee hinzu.
Das Kloster besaß außerdem seit 1642 die Hofmark Raisting, zu dieser gehörten Raisting, Sölb und Ertlmühle. Bereits seit Ende des 15. Jahrhunderts gehörte auch die Hofmark Brunnen dem Kloster.

#### Frühe Neuzeit
Auf das Kloster geht auch die erste Schule in Dießen zurück. Gegründet etwa 1530 von Propst Hieronymus Viti lag das Bildungsmonopol damit bis zur Säkularisation beim Kloster.
In den Jahren 1632 und 1634 wurde das Kloster durch die Schweden geplündert, 1704 durch Truppen des Kaisers.
Nach den Verheerungen des Dreißigjährigen Krieges erfolgte erst nach 1673 unter Propst Renatus Sonntag eine Erweiterung bzw. teilweise Neuerrichtung des Klosters. Unter Propst Herkulan Karg erfolgte durch Michael Fischer der Bau der neuen Klosterkirche zwischen 1720 und 1728.

#### Säkularisation
Das Stift wurde 1803 im Zuge der Säkularisation aufgelöst. 1284 Werke aus der Klosterbibliothek kamen in die Bayerische Staatsbibliothek, weitere 350 in die Universitätsbibliothek München. Teile der Klosteranlage wurden abgebrochen, die Klosterschwaigen Thann, Achselschwang, Mischenried und Romenthal sowie drei Kirchturmglocken, Liturgien und die umfangreichen Wald-, Weide- und Viehbestände wurden größtenteils an Privatpersonen veräußert. Zum Zeitpunkt der Auflösung lebten im Kloster 18 Konventherren und 5 Laienbrüder.
1867 erwarben Dominikanerinnen aus Landsberg einige der Wirtschaftsgebäude und richteten in einem Teil des Wirtschaftshofes das seit 1895 selbstständige Kloster St. Joseph in Verbindung mit einer Mädchenschule ein. Die Liebfrauenschule Dießen (Mädchen-Realschule) ging später in die Trägerschaft der Diözese Augsburg über.
1917 erwarben Vinzentinerinnen aus Augsburg (Barmherzige Schwestern) die erhaltenen, südlich der Kirche gelegenen Konventgebäude und betrieben dort bis 1968 ihr Mutterhaus. 1934 wurde ein Teil des nach der Säkularisation zerstörten Kloster-Westflügels durch Michael Kurz wieder aufgebaut, dort wohnten ältere Schwestern der Vinzentinerinnen. In einem nördlich der Kirche gelegenen Getreidekasten aus dem Jahre 1627 befindet sich seit dem Ende der 1980er-Jahre das Pfarrzentrum mit der Kirche St. Stephan.

#### Klinik
2014 wurde das Kloster von den Vinzentinerinnen aufgegeben und alle Schwestern kehrten ins Mutterhaus nach Augsburg zurück.
Der Artemed-Klinikverbund erwarb das Klostergebäude und richtete dort eine Psychosomatische Klinik ein. Das renovierte und teilweise umgestaltete Klostergebäude bietet nun Platz für 98 Patienten. Die Klinik wurde schließlich am 3. Mai 2018 eröffnet.

## Kloster Dießen St. Alban
Bei der Wallfahrtskirche St. Alban befindet sich seit 1923 ein Kloster der Schutzengelschwestern (Missionsbenediktinerinnen), seit 1957 die Diözesankongregation der Benediktinerinnen von St. Alban. Der in den 1960er-Jahren errichtete Bau beherbergt das selbstständige Priorat, die Schwestern betreiben ein Kinderheim und sind in der Mission in Südafrika tätig.

## Reihe der Pröpste
Quelle
1. Hartwig, 1132–1173
2. Deginhard, † 1205
3. Ortlieb, res. 1224
4. Heinrich I., † 1242
5. Albert, res. 1250
6. Conrad I., 1250–1263
7. Heinrich II., 1363, 1275
8. Otto, 1285 abgesetzt
9. Seifrid Pachrewter, 1290 abgesetzt
10. Otto (2. Amtszeit), 1290–1294
11. Friedrich, 1297
12. Berthold I., 1312, † 1316
13. Conrad II., 1316–1351
14. Heinrich III. Meilinger, 1351–1359
15. Ulrich I. Schleher, 1395
16. Jakob Pienzenauer, 1399, res. 1438
17. Thomas Vendt, † 1447
18. Conrad III. Sartor, 1447–1457
19. Conrad IV. Marstaller, 1457–1460
20. Johann I. Schoen, 1460–1474
21. Johann II. Zallinger, 1474–1496
22. Conrad V. Maurer, 1496–1512
23. Hieronymus Viti, 1512–1534
24. Johann III. Dietmair, † 1558
25. Bernhard Freymayr, 1567 abgesetzt
26. Ulrich II. Trieg, 1567–1569 als Administrator, 1569–1573 Propst
27. Johann IV. Reismair, 1573–1589
28. Balthasar Gunther, 1589–1611
29. Simon Werlin, 1611–1648
30. Anton Iglmayr, 1648–1673
31. Renatus Sonntag, 1673–1690
32. Andreas Sedlmayr, 1690–1719, erhielt 1707 die Pontifikalien
33. Ivo Baader, 1719–1728
34. Herculan Karg, 1728–1755
35. Berthold II. Wolff, 1755–1797
36. Ferdinand Gräsl, 1797–1803, † 17. März 1829[6]

## Klosteranlage

### Klosterkirche
Das Marienmünster Dießen wurde in den Jahren 1732 bis 1739 durch den Barockbaumeister Johann Michael Fischer neu errichtet. Die Stuckarbeiten stammen von den Gebrüdern Feichtmayr, eine Kanzel ist das Werk von Johann Baptist Straub. Sehenswert sind auch die Altargemälde von Giovanni Battista Tiepolo und Giovanni Battista Pittoni sowie eine Petrusstatue von Erasmus Grasser. Seit der Säkularisation dient der Sakralbau als katholische Pfarrkirche des Marktes Dießen.

### Klostergebäude

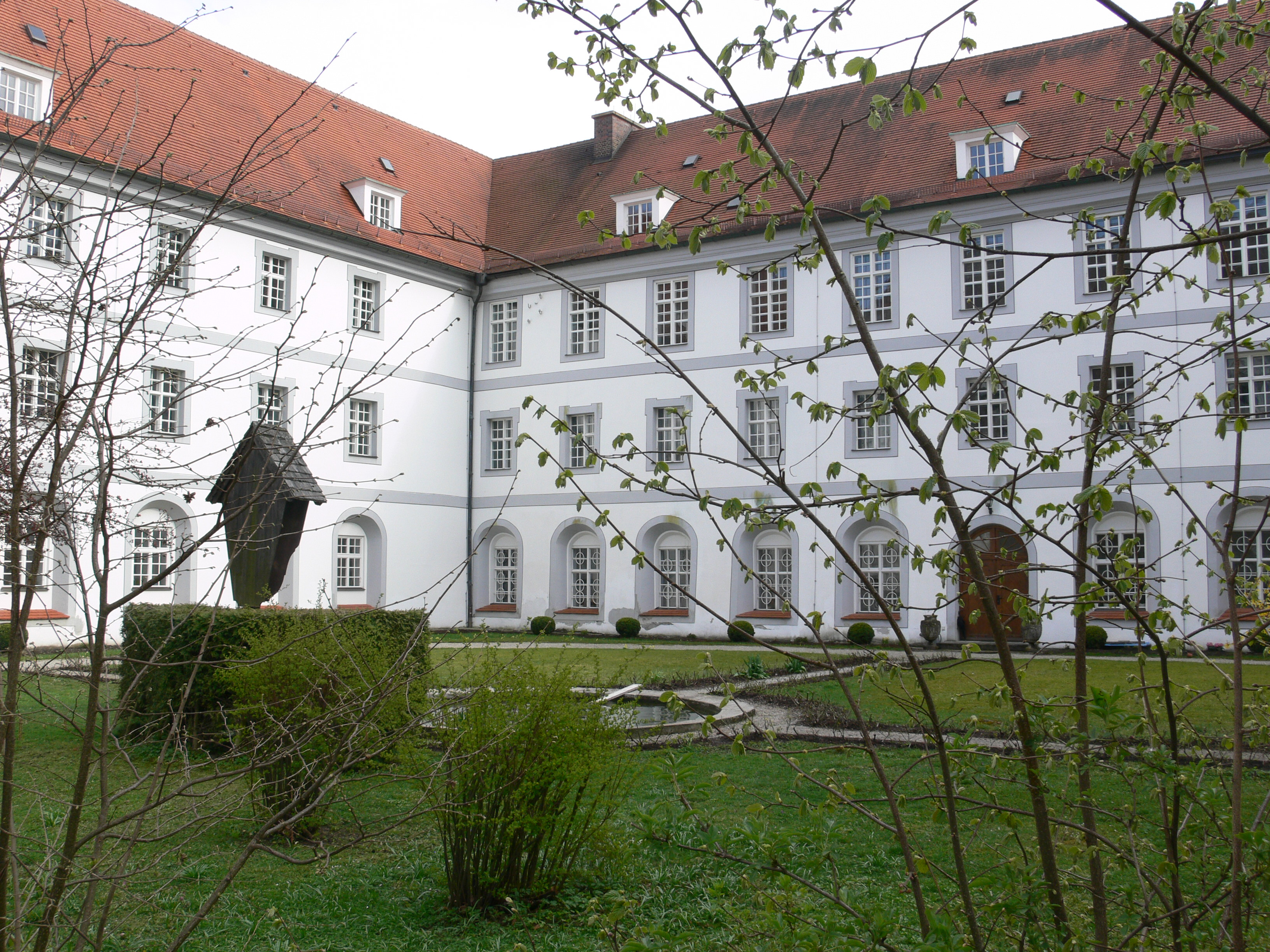
Innenhof des Konventgebäudes, teilweise von 1681/88 und teilweise Neuaufbau von 1934

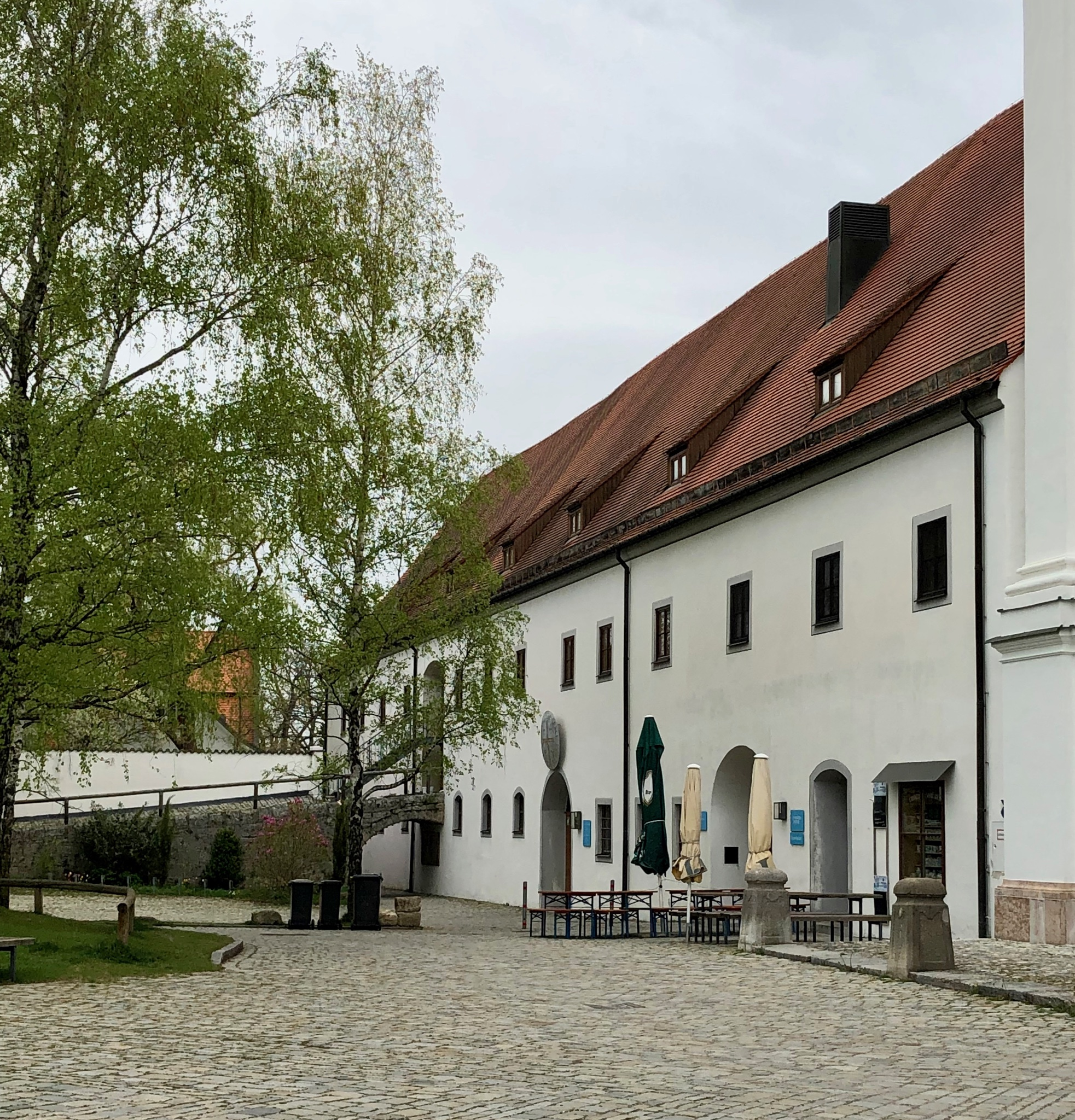
Ehemaliger Marstall und Traidkasten von 1627, jetzt Winterkirche St. Stephan

#### Ursprünge
Der Klosterkomplex des ehemaligen Augustiner-Chorherrenstiftes Dießen liegt auf einer nach Osten abfallenden Anhöhe oberhalb des Marktes Dießen, östlich von St. Georgen.
Die Ursprünge und die Lage des heutigen Klosters gehen auf das Wohnschloss der Grafen von Dießen zurück, das im 12. Jahrhundert von Propst Hartwig durch Um- und Anbauten zu einem Kloster umgestaltet wurde. Auch wurde 1182 eine neue Stiftskirche eingeweiht.
Nach der Zerstörung der Anlage durch die Truppen Herzog Leopolds 1315 wurde die Klosteranlage neu aufgebaut, aus dieser Zeit stammte auch der gotische Kirchenneubau, der bis zur Errichtung des heutigen Marienmünsters Bestand haben sollte.
Im Laufe des späten Mittelalters wurde das Kloster mehrfach erweitert und unter Propst Johannes II. umfriedet.

#### Barocke Klosteranlage
Erst unter Propst Simon Wörle wurde um 1620 eine quadratische Neuerrichtung nach den Raumvorstellungen des 17. Jahrhunderts in die Wege geleitet. Durch die Verheerungen des Dreißigjährigen Krieges, in dem das Kloster 1632 und 1634 geplündert wurde verzögerte sich diese Neuerrichtung jedoch um mehrere Jahrzehnte.
Erst unter Propst Renatus Sonntag wurden die Bauarbeiten 1673 wieder aufgenommen. Propst Renatus Sonntag ließ vermutlich von Baumeister Michael Thumb eine neue Planung entwerfen. Zwar sollten die unter Propst Simon Wörle errichteten Bauten der 1620er Jahre erhalten werden, jedoch sah die Planung eine Neugestaltung und Erweiterung der ursprünglichen Pläne vor. Auch die baufällige gotische Klosterkirche sollte ersetzt werden.
Die Konventsgebäude südlich der alten Stiftskirche wurden um geschlossene Innenhöfe erweiterte. Dennoch blieben leichte Asymmetrien durch die älteren Vorgängerbauten.
Der Komplex war 1688 fertiggestellt. Der zentrale Mittelpunkt der Klosteranlage, das Marienmünster wurde jedoch erst 1732 bis 1739 durch Johann Michael Fischer errichtet.

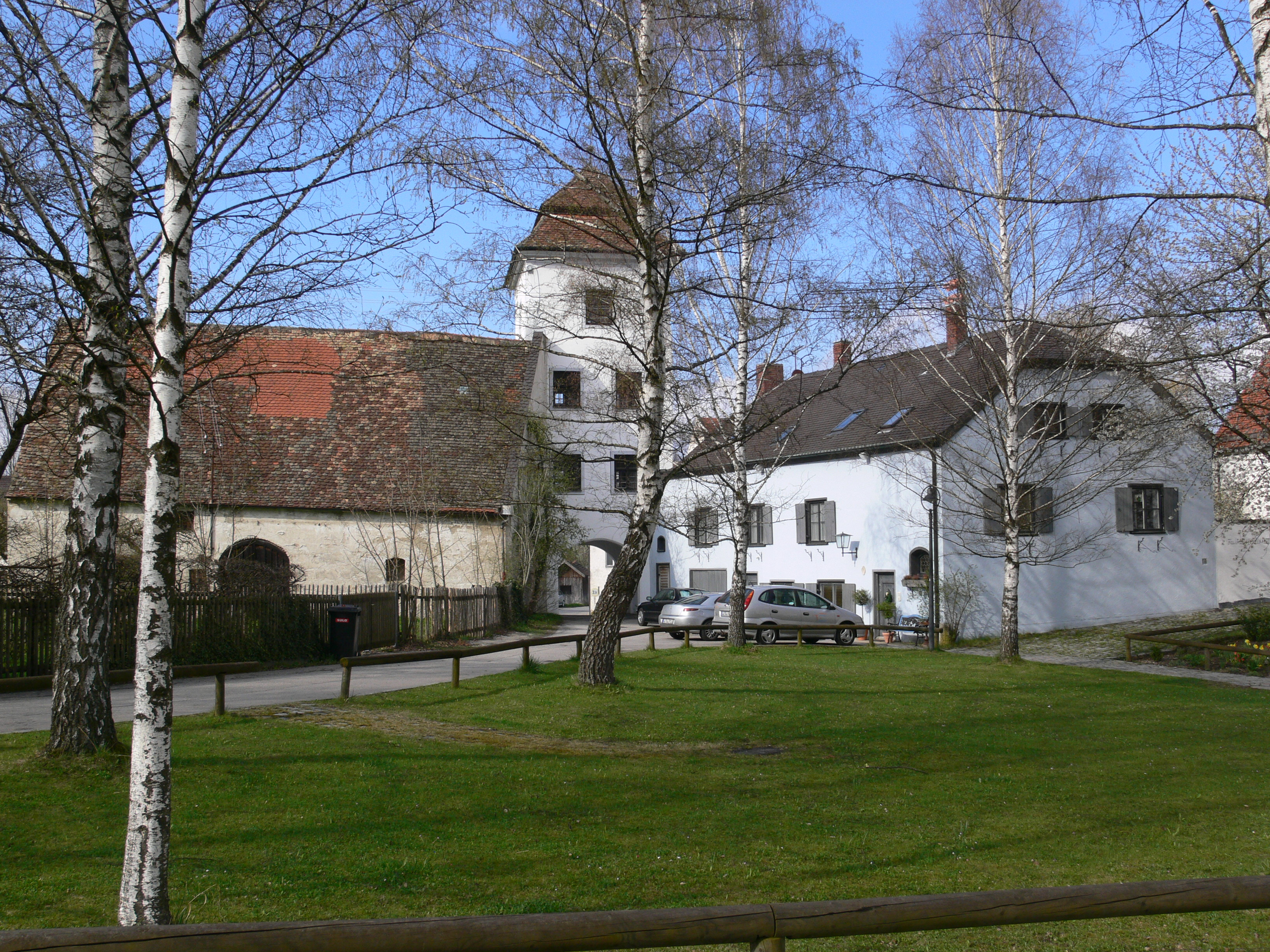
Taubenturm mit Wagenremise und Stadel von 1628

Südlich der Stiftskirche befindet sich das 1934 teilweise wieder aufgebaute dreigeschossig Konventgebäude mit Innenhof und Brunnen sowie die ehemalige Knabenschule, nördlich der einstige Getreidekasten und Marstall von 1627. Die Westfront des Klosters umfasste Pferde- und Schafställe sowie Wirtschafts- und Handwerksgebäude, nach dem Abriss in Folge der Säkularisation ist der Westen des Klosterhofes nun mit Einfamilienhäusern und dem Neubau der Realschule Dießen verbaut. Im Westen geht lediglich das heutige Kloster St. Joseph auf ein klösterliches Wirtschaftsgebäude zurück, dass erst im 19. Jahrhundert umgebaut wurde.
Markant erscheint auch heute der am nördlichen Ende der Klosteranlage befindliche, wohl unter Johann Michael Fischer umgestaltete Taubenturm. Direkt westlich angrenzend befindet sich die ehemalige Wagenremise des Klosters aus der Zeit um 1628.

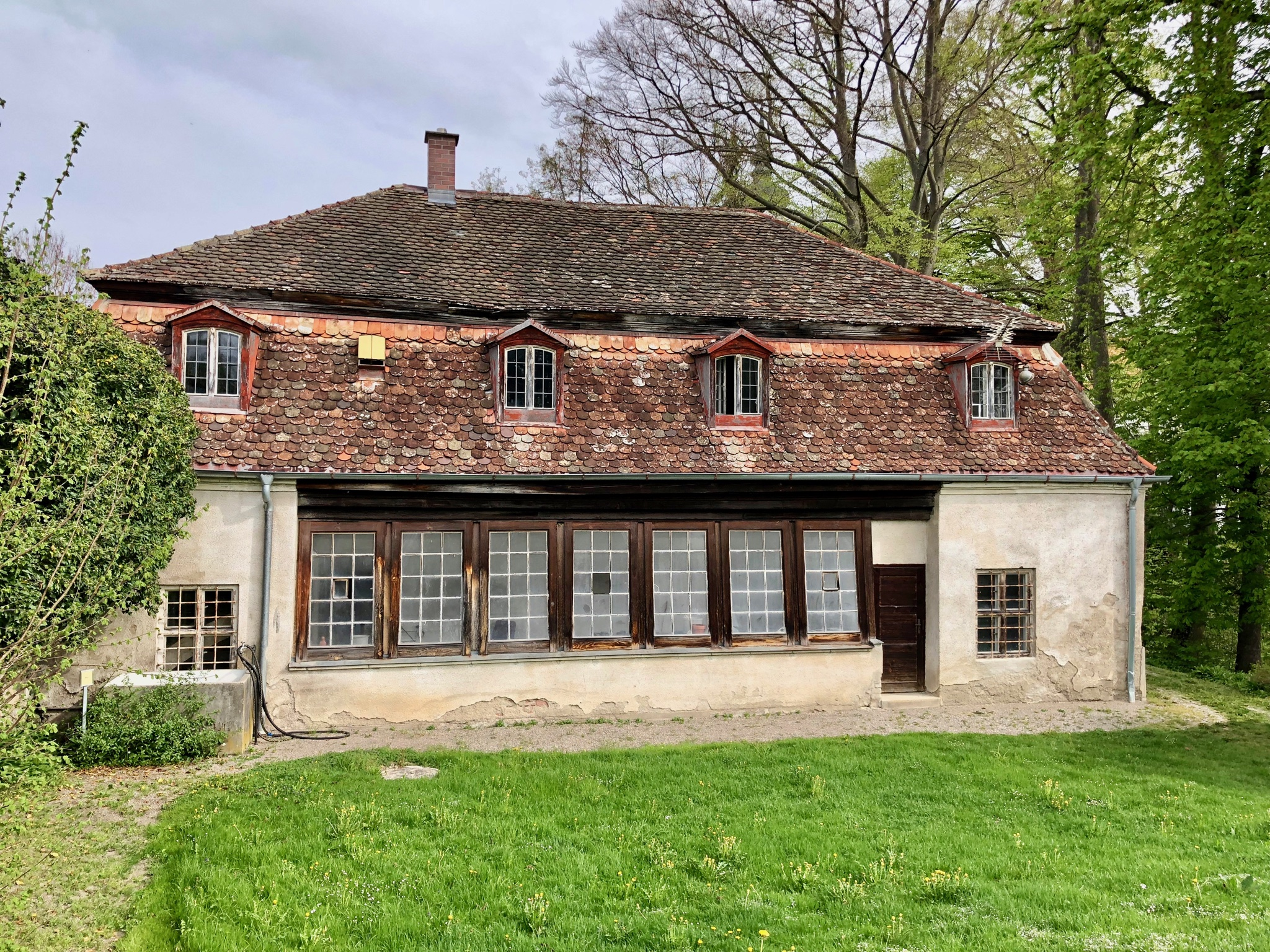
Orangerie des Klosters, im 18. Jahrhundert über älterem Vorgängerbau errichtet

Im südlichen Bereich der Anlagen sind die meisten Gebäude jedoch erhalten. So auch die alte Klostermühle aus der Bauzeit von Propst Simon Wörle, die heute als Elektrizitätswerk genutzt wird. Auch die ehemalige Klosterbäckerei und weitere Klosterbauten sind erhalten, lediglich die ehemaligen Verbindungstrakte zu den Ost- und Westflügeln fielen der Säkularisation zum Opfer.
Außerhalb der eigentlichen Klosteranlage befindet sich nördlich die ehemalige Klostertaverne. Südwestlich schließt sich der Klostergarten mit dem hier fließenden Mühlbach mit Wasserfall sowie der Obstgarten und die Orangerie an.
Östlich der Klosteranlage auf den Ammersee blickend befindet sich ein lichter Obstgarten, der durch eine Tuffmauer von der bereits hinter der Hangkante liegenden Hofmarksgasse abgegrenzt wird.